# فن المعالجة

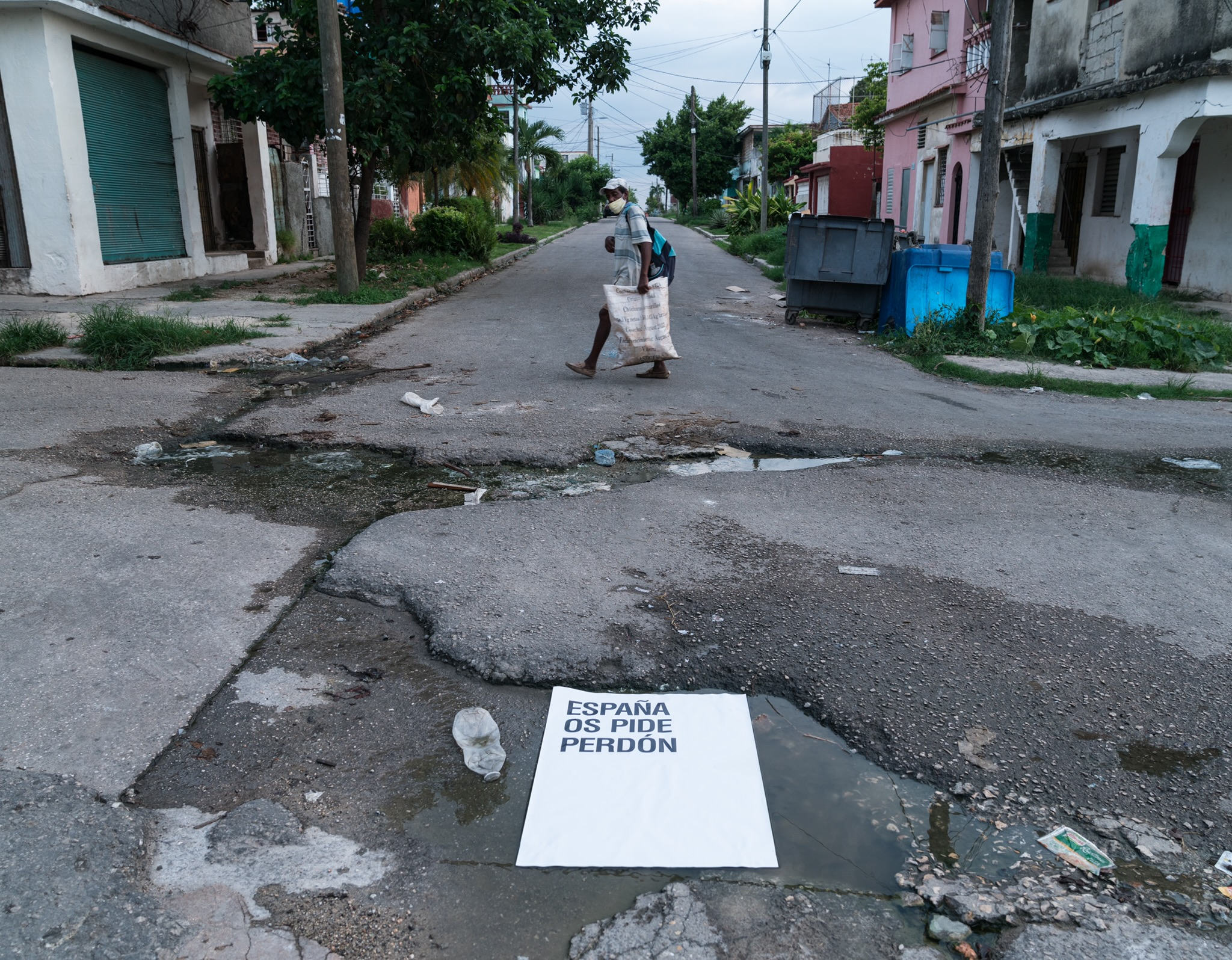
"اسبانيا تعتذر" عمل أبيل أزكونا في هافانا

يعتبر فن المعالجة حركة فنية ومشاعر إبداعية حيث أن المنتج النهائي هو تحفة فنية عمل فني وليس هو التركيز الرئيسي وتشير «العملية» في فن المعالجة إلى عملية الفن التشكيلي: التجميع والفرز والمقارنة والربط والزخرفة وكذلك بدء الأعمال والإجراءات ويُعنى بفن المعالجة مع القيام الفعلي وكيفية تعريف الأعمال على أنها عمل فني حقيقي؛ رؤية الفن كتعبير إنسان نقي وغالبًا ما يتضمن فن المعالجة الدافع الملازم والمنطق والقصد لذلك، يُنظر إلى الفن على أنه رحلة أو عملية إبداعية، وليس كمنتج قابل للتحقيق أو منتج نهائي.

## الحركة
تم تخويل حركة فن المعالجة كحركة إبداعية في الولايات المتحدة وأوروبا في منتصف الستينيات ولها أساسيات في فن الأداء وحركة دادا وبشكل تقليدي أكثر، وفي استخدام لوحات جاكسون بولوك بالتقطير محض الصدفة، ويعتبر التغيير وسرعة الزوال موضوعات محددة في حركة معالجة الفن.
وقد شاركت عملية الفنانين في القضايا المصاحبة للمجلس والأحداث العشوائية والارتجال والخصائص التحريرية للمواد غير التقليدية مثل الشمع واللباد واللاتيكس وباستخدام هذه المواد صنعت أشكال شاذة في استعدادات عشوائية وغير منتظمة تنتجها إجراءات مثل القطع والشنق والإسقاط أو العمليات العضوية مثل النمو والتكثيف والتجمد والتحلل.
وغالبًا ما عرضت وأبرزت الطبيعة الزائلة والمواد غير المهمة كما هو موضح في هذه النشرة لوليام باسنسكي وعمله بعنوان الحلقات التفسيرية لجو تانقاري لمذراة وسائل الإعلام.
تتدمر ببطء لايلحظ في مخطط اليوم أو الأسبوع أو حتى العام ولكنك تتقدم في العمر وجسدك مهين فعندما تقوم خلاياك بإنتاج البروتين الحقيقي الذي يسمح لك بالعيش فإنها تطلق الجذور الحرة أيضًا والمؤكسدات التي تخترق أنسجتك فتكبر تدريجيًا بقدرة أداء أقل مما كنت عليه في ذروتك، ففي الوقت الذي تصل فيه إلى سن الثمانين ستكون مليئًا بالفجوات وعلى الرغم من أنك لن تلحظ أيًا منها إلا أنك ستشعر حتمًا بأثرها الجماعي، إن الشيخوخة والتدهور قوى الطبيعة وسنة الحياة وقد يكون فهمها مرعبًا بقدر ما يكون مرضيًا.
غالبًا ليس بالأمر الذي بإمكانك قوله ولكن أعتقد أن تفكك حلقات وليام باسنسكي خطوة نحو الفهم، فالموسيقى نفسها ليست مؤلفه بقدر ماهي قوة من قوى الطبيعة، وهذا التدهور المحتوم لكل الأشياء من الذاكرة إلى المادة الفيزيائية يظهر بوضوح في الموسيقى، فقد قرر وليام باسنسكي نقل سلسلة من حلقات الشريط عمرها 20 عامًا كان يمتلكها في المخزن إلى تنسيق ملف رقمي وكان مندهشًا عندما بدأ العمل حفاظًا على إيمانه بالأشرطة التي كان يحتفظ بها، كما لعبوا بمواد رقاقات مغناطيسية فككها رئيس القارئ ومسح أجزاء من الموسيقى وغير شخصية وصوت الحلقات أثناء تقدمهم، وعملية التسجيل بدور شهادة غير مقصودة لتدمير موسيقى باسنسكي القديمة.
وتلعب عملية التسجيل بشاهد غير مقصود لتدمير موسيقى باسنسكي القديمة.
الخلاصة هي أن باسنسكي يرتجل باستخدام لا شيء مثلما يمر الوقت كوسيلته، والنتيجة قطعة مذهلة من الموسيقى لم اسمعها قط، تشمل عالم الصوت كالسكون كما هو مروع.
ترتبط حركة فن المعالجة وحركة الفن البيئي ارتباطا مباشر:
تجذب طريقة الفنانين أولية الأنظمة العضوية باستخدام مواد قابلة للفساد ودون قيمة ومواد مؤقتة كالأرانب الميتة والبخار والدهون والجليد والحبوب ونشارة الخشب والعشب، وغالبًا ما تترك المواد معرضة لقوى الطبيعة: الجاذبية والوقت ودرجة الحرارة والطقس... إلخ.
في حركة أرتي بوزيرا يتم إشادة الطبيعة نفسها على أنها فن كما في فن المعالجة؛ بترميز وتمثيل الطبيعة وغالبًا ما ترفض.

## السابقة
لدى حركة فن المعالجة سابقة في الشعائر الدينية وتأديتها والطقوس الشامانية وأشكال ثقافية أساسية ذو صلة بالهوايات كالرسم الرملي ورقص الشمس واحتفالية الشاي.
جوانب من عملية بناء فاجرايانا بوذي ساند ماندالا (فرع من فروع الرسم الرملي) لطب بوذا على يد رهبان من نامجيال موناستري في إيثاكا نيويورك التي بدأت في 26 فبراير 2001 وانتهت في 21 مارس 2001 وقد تم القبض عليه وعرض في شبكة الإنترنت من قبل معرض ياكلنز ياجر للفنون الآسيوية، وقد كان انحلال ماندالا في 8 يونيو 2001.